# Мотоциклетний спорт
Мотоцикле́тний спорт, мотоспо́рт — технічний вид спорту, основу якого складає взаємодія спортсмена з різноманітною мотоциклетною технікою. Саме поняття мотоциклетного спорту є більш широким, ніж просто їзда на мотоциклі; це може бути їзда на час, на витривалість, на швидкість.

## Виникнення мотоспорту
Прийнято вважати, що мотоспорт виник разом з винаходом мотоцикла. У 1885 році Готліб Даймлер винайшов першу машину для верхової їзди, а у 1887 році французька фірма «De Dion-Bouton» налагодила серійне виробництво трициклів. Проте, перші мотоцикли були зустрінуті суспільством з великою недовірою. Найкращим доказом переваги нового виду транспорту виробники обрали змагання «механічних екіпажів» у складних умовах. Доведення практичного застосування мотоцикла як транспортного засобу було основним організаційним принципом перегонів на мотоциклах періоду 1894 -1903 років.
Організатором перших мотоциклетних пергонів вважається «Автомобільний клуб Франції», утворений у 1895 році. Завдяки йому, Франція протягом багатьох років залишалась центром мотоциклетного спорту, а відправною точкою змагань довгий час був Париж.
На рубежі XIX–XX століть проводились в основному автомотопробіги на довгі дистанції по звичайним дорогам. Перший швидкісний сумісний пробіг автомобілів та двох мотоциклів проходив по маршруту Париж — Бордо — Париж у 1895 році, дистанція становила приблизно 1200 км.
У 1898 році АКФ визначала як «мотоцикл» всі само-рухомі екіпажі вагою до 200 кг. Таке трактування відкривало доступ в клас мотоциклів чотириколісним машинам та трициклам. Під час перегонів учасники могли безперешкодно ремонтувати мотоцикли та буксирувати їх у випадку пошкодження на необмежену відстань. Проте, виїзд на фініш чи на етап повинен був здійснюватись за рахунок роботи власного двигуна.
Між етапами в нічний час застосовувався «режим зачиненого парку» (regime du pare ferme), тобто водії і механіки не мали права займатися ремонтом або іншими роботами з мотоциклом в проміжок між двома етапами. Час проходження гонщиками на мотоциклах через населені пункти з розрахунку перегонів виключався в цілях безпеки (принцип «нейтралізації»).
Незважаючи на те, що перші офіційні мотоциклетні перегони відбулися у Відні в 1899 році, остаточне розділення змагань на автомобільні та мотоциклетні відбулося тільки на початку 20 століття.
21 грудня 1904 року була заснована Міжнародна мотоциклетна федерація (FIM). Створення організації було продиктовано тим, що до цього часу вже визначилась специфіка авто- і мотоспорту та виникла необхідність у встановленні єдиної термінології. Під егідою FIM стали проводитись міжнародні мотозмагання.

## Мотоциклетні дисципліни
Зазвичай розрізняють такі дисципліни мотоциклетного спорту:
- Шосейно-кільцеві мотоперегони.

Перегони на мотоциклах (також відомі як мотогонки) — дисципліна мотоциклетного спорту за участю гоночних мотоциклів. Шосейно-кільцеві мотоперегони можна розділити на дві категорії: перегони на шосейному покритті та перегони на бездоріжжі.
- Трекові перегони
- Ралі
- Змагання на швидкість
- Ендуро
- Мотофристайл
- Мототріал

Технічний вид спорту, метою в якому є подолання перешкод, природних або штучних, на мотоциклі, не торкаючись перешкод частинами тіла.
- Мотоджимхана
- Мотобол (Мотоциклетне поло)
- Мотокрос
- Спідвей

Перегони на короткі дистанції на спеціальних, так званих гарьових доріжках. Мотоцикли не мають гальм, а швидкість зменшують ногами зі спеціальними гальмівними черевиками.